# Didactylia mara
Didactylia mara är en skalbaggsart som beskrevs av Jan Krikken och Pieter Kaas 1984. Didactylia mara ingår i släktet Didactylia och familjen Aphodiidae. Inga underarter finns listade i Catalogue of Life.